# Божаткін Михайло Іванович
Божа́ткін Миха́йло Іва́нович (нар. 11 листопада 1920, с. Дубровка, Тверська область (РСФРР) — пом. 22 лютого 2010, Миколаїв) — український російськомовний письменник, поет і журналіст.
Почесний громадянин міста Миколаєва (2004).

## Життєпис
Народився 11 листопада 1920 року в селі Дубровка Кімрського району Тверської області (Росія).
Трудову діяльність розпочав у 1935 році. Закінчив курси рахівників. У 1938 році добровольцем вступив до РС ЧФ.
Учасник німецько-радянської війни з червня 1941 року. Був радистом на торпедних катерах, брав участь в обороні Одеси, Севастополя, Кавказу.
У повоєнні роки працював у колгоспі, на будівництві, заочно закінчив Миколаївський педагогічний інститут.
У 1950—1963 роках працював журналістом миколаївської обласної газети «Південна правда». Член Спілки журналістів СРСР та Спілки письменників СРСР з 1962 року.
З 1963 по 1975 роки — власний кореспондент ТАРС-РАТАУ по Миколаївській області.
Після створення у 1974 році Миколаївської обласної організації Спілки письменників України став її відповідальним секретарем. Доклав значних зусиль для становлення й розвитку організації, залишаючись на посаді до 1986 року.
Помер 22 лютого 2010 року.
Похований у Миколаєві.
У Миколаєві на будинку, в якому письменник проживав з 1971 по 2010 роки (вулиця Потьомкінська, 81/83), відкрито пам'ятну дошку. Автор — В. Ю. Макушин.

## Літературна діяльність
Вперше друкуватись почав у 1945 році, коли в газеті «Красный черноморец» з'явилась його стаття.
Працював журналістом у газеті «Бузька зоря», був редактором багатотиражки «Комунаровець» суднобудівного заводу імені 61 комунара.
Багато років віддав Михайло Божаткін  пошуку імен воїнів Десанту Ольшанського. Тільки в 1965-му вдалося встановити, хто був провідником загону. Звання Героя Радянського Союзу Андреєву Андрію Івановичу присвоїли 8 травня 1965 року посмертно. Імена єфрейтора Чекунова, старшого сержанта Самойлова, сержанта Русина, капітана Монастирських викарбувано на гранітному надгробку меморіалу лише 1992 року. Колись на цих надгробках був напис «Невідомий десантник». Результати своїх пошуків узагальнені ним у документальній повісті «Десант принимает бой» (1998).
Талановитий письменник створив багато великих творів. Він активно писав і поетичні твори. За своє життя Божаткін видав понад 30 книг. Найбільша кількість – присвячена подіям Другої світової війни.  Брав активну участь у підготовці енциклопедичного словника «Николаевцы» (1999).
Основна тема творів М. І. Божаткіна — морська романтика, історія Миколаївщини.
Твори письменника перекладено українською та молдавською мовами.

## Нагороди та почесні звання
Нагороджений орденами Трудового Червоного Прапора, Вітчизняної війни 1-го ступеня, «Знак Пошани», медалями, серед яких: «За відвагу», «За бойові заслуги», «За оборону Одеси», «За оборону Севастополя», «За оборону Кавказу».
Також нагороджений Почесною грамотою Президії ВР УРСР (1980), Великою срібною та Малою бронзовою медалями ВДНГ СРСР.
Рішенням Миколаївської міської ради від 25 березня 2004 року № 19/2 М. І. Божаткіну присвоєне звання «Почесний громадянин міста Миколаєва».